# Born to Run (chanson)
Pour l'album, voir Born to Run.
Singles de Bruce Springsteen
Sprit In the Night
(1973) Tenth Avenue Freeze-Out
(1976)
Born to Run est une chanson du chanteur américain Bruce Springsteen, et la chanson-titre de son album Born to Run. À sa sortie, le critique musical Robert Christgau a pris note de l'influence du mur de son et l'a appelé « l'accomplissement de tout ce que Be My Baby était et même beaucoup plus ».
La chanson a été classée 21e « plus grande chanson de tous les temps » par le magazine Rolling Stone et elle est incluse dans la liste des « 500 chansons qui ont façonné le rock and roll » selon le Rock and Roll Hall of Fame.
La chanson est présente dans le film britannique Music of My Life (2019) de Gurinder Chadha.

## Classements hebdomadaires
| Classement (1975-76)                   | Meilleure place |
| -------------------------------------- | --------------- |
| Australie (Kent Music Report)          | 38              |
| Belgique (Flandre Ultratop 50 Singles) | 29              |
| Canada (RPM Top Singles)               | 53              |
| États-Unis (Hot 100)                   | 23              |
| États-Unis (Cash Box Top 100)          | 17              |
| Suède (Sverigetopplistan)              | 17              |